# ستانسيرورن
ستانسيرورن (بالإنجليزية: Stanserhorn)‏ هو أحد جبال سلسلة جبال الألب أوري ويقع في كانتون نيدفالدن في سويسرا. يحتل المرتبة رقم 393 في قائمة جبال سويسرا من حيث الارتفاع، إذ يبلغ ارتفاعه حوالي 1898 متر، بينما يبلغ ارتفاع نتوء الجبل 500 متر.